# Christian Ferdinand Friedrich Hochstetter
Christian Ferdinand Friedrich Hochstetter (16 de febrero de 1787, Stuttgart - 20 de febrero de 1860, Reutlingen) fue un botánico y pastor luterano alemán; en la ciudad de Esslingen am Neckar.

## Biografía
Hochstetter hace sus estudios secundarios en Stuttgart, y los teológicos en Tübingen, donde en 1807 obtiene su grado de Magíster en Teología, habilitándolo para la función de pastor de la Igresia Luterana.
Hochstetter pertenece, durante su período de estudiante en Tubinga, a la sociedad secreta fundada el 12 de febrero de 1806 por Karl Ludwig Reichenbach destinada a fundar una colonia en Tahití (archipiélago entonces denominado Otaheiti), en el océano Pacífico con la Otaheiti-Gesellschaft, Compañía de Tahití). A fines de 1808 esa sociedad es descubierta y la mayoría de sus miembros son aprehendidos bajo acusación de alta traición. Hochstetter fue considerado un simple adherente, siendo liberado tras 70 días de prisión y pagado su gasto de preso.
Más tarde y durante 6 meses es profesor en una institución privada de Erlangen, y luego durante 4 años preceptor en la casa del ministro de Altenstein.
En 1816 es párroco e inspector escolar de la comunidad luterana de Brünn (Moravia) y coordinador de la zona pastoral de aquella ciudad.
En 1824 es nombrado profesor del Seminario-Escuela de Esslingen, y en 1825 diácono, y en 1829 párroco de esa ciudad.
Publica diversos escritos sobre Historia Natural, Botánica, Mineralogía, y de Teología y Pedagogía.
Un hijo de su cuarto casamiento, con Sofie Friederike Orth (Heilbronn, 1795—1861), Christian Ferdinand von Hochstetter (Esslingen, 1829 — Viena, 1884), fue geógrafo, geólogo, naturalista y explorador.

## Honores
El género Hochstetteria DC., de la familia de las Asteraceae es así denominado en su honor.

## Obras publicadas
- Enumeratio plantarum Germaniae Helvetiaeque indigenarum, 1826 (en colaboración con Ernst Gottlieb von Steudel)
- Naturgeschichte des Pflanzenreiches in Bildern, 1865 (una 2.ª ed. de la parte referente al reino Vegetal de la obra Lehrbuch der Naturgeschichte de Gotthilf Heinrich von Schubert
- Flora Azorica (en colaboración com Moritz Seubert)

A septiembre de 2014, en IPNI, existen 2.481 registros de sus especies identificadas y nombradas.
- La abreviatura «Hochst.» se emplea para indicar a Christian Ferdinand Friedrich Hochstetter como autoridad en la descripción y clasificación científica de los vegetales.[1]